# Cyphostemma hereroense
Cyphostemma hereroense är en vinväxtart som först beskrevs av Schinz, och fick sitt nu gällande namn av Descoings och Wild & R. B.Drumm.. Cyphostemma hereroense ingår i släktet Cyphostemma och familjen vinväxter. Inga underarter finns listade i Catalogue of Life.